# SignWriting

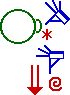
Znak „córka” z Polskiego Języka Migowego w zapisie SignWriting. Kolory zostały dodane dla przejrzystości, sam zapis ich nie wymaga.

SignWriting – metoda zapisu znaków w języku migowym, który stworzyła Valerie Sutton w 1974 roku na prośbę badaczy języka migowego z kopenhaskiego uniwersytetu.
Valerie Sutton była tancerką baletową, pierwotnie opracowała system zapisu kroków i ruchów tanecznych (DanceWriting), jego kolejne modyfikacje zrobiła na użytek notacji właśnie języka migowego, ale również zapisu m.in. pantomimy, ćwiczeń gimnastycznych, łyżwiarskich, karate, języka ciała zwierząt (notacje te noszą wspólną nazwę – Sutton Movement Writing). SignWriting na początku wykorzystywali tylko duńscy badacze, ale w kolejnych dekadach zainteresowano się nim szerzej głównie w Stanach Zjednoczonych. Już w latach 80. wydano dwujęzyczny (w angielskim i SignWritingu) periodyk „The SignWriter Newspaper”.
W 1986 roku opracowano program komputerowy pozwalający na pisanie w SignWritingu za pomocą klawiatury komputerowej. Ułatwiło to znacznie posługiwanie się tym pismem.
Trwa popularyzowanie się SignWritingu, ale nie jest on powszechnie używany w środowiskach głuchych.
W 2010 roku dzięki środkom pochodzącym z funduszy europejskich rozpoczęto w Polsce program „Innowacyjne programy nauczania szansą na awans edukacyjny”. W ramach tego projektu SignWriting jest popularyzowany w ośrodkach szkolno-wychowawczych dla osób niesłyszących, opracowano program nauczania tego pisma oraz wydano podręcznik i zeszyt ćwiczeń do nauki.

## Historia
Kiedy Sutton nauczała systemu DanceWriting w Duńskim Balecie Królewskim, Lars von der Lieth, który zajmował się językiem migowym na Uniwersytecie Kopenhaskim, pomyślał, że można by zastosować podobną notację do zapisu języka migowego. Sutton stworzyła SignWriting na bazie DanceWriting, a w końcu rozszerzyła system do pełnego repertuaru ruchów (MovementWriting), jednakże tylko SignWriting i DanceWriting zdobyły popularność.
Jakkolwiek nie był to pierwszy system zapisu języków migowych (istnieje np. notacja Stokoe’a, na którym oparte są gestogramy używane do zapisu polskiego systemu językowo-migowego), SignWriting jest pierwszym adekwatnie oddającym mimikę i zmiany postawy. Jest to też jedyny system tego rodzaju, w którym wychodzą czasopisma, czy powstają podpisy w filmach na YouTube. Sutton podaje, iż SignWriting jest już stosowany w ponad 40 krajach na każdym zamieszkanym kontynencie. Można wszakże mieć wątpliwości, w jak wielu z tych krajów rzeczywiście został przyjęty przez społeczność głuchych.
W Brazylii podczas dorocznego spotkania FENEIS (Narodowe Stowarzyszenie Głuchych) w 2001, członkowie stowarzyszenia głosowali za uznaniem SignWriting za preferowaną metodę zapisu brazylijskiego języka migowego. Rekomendacja dla brazylijskiego rządu sprawiła, iż SignWriting zaczął być nauczany we wszystkich brazylijskich szkołach dla głuchych.

## Ograniczenia
Mimo zalety SignWriting, za którą uważana jest jego ikoniczność, ma on także kilka ograniczeń. Użycie SignWriting z edytorami tekstu wymaga specjalnego oprogramowania, obecnie istnieje niewielkie wsparcie w tym kierunku. Ten sam znak języka migowego może być zapisany na różne sposoby.

## Wsparcie Unicode
SignWriting był pierwszym pismem dla języków migowych zakodowanym w standardzie Unicode, jednak nie wszystkie aspekty zapisu zostały zakodowane. Jedynie symbole SignWritingu zostały zakodowane, bez uwzględnienia pozycji symboli względem siebie.

## Ortografia
W SignWriting znaki języka migowego są zapisywane jako kombinacja ikonicznych symboli dla układu rąk, położenia ciała, wyrazu twarzy, kontaktu między dłońmi i innymi częściami ciała oraz ruchów. SignWriting jest piktograficzny, w nietypowym sensie bycia jednocześnie symbolem i przybliżonym obrazem symbolizowanego pojęcia.
Znaki mogą być zapisywane z punktu widzenia osoby migającej, lub odbiorcy, jednakże obecnie ustalił się standard, w którym praktycznie wszystkie znaki są zapisywane z punktu widzenia osoby migającej i uznaje się przy zapisie, że jest ona praworęczna.
Sutton początkowo zapisywała znaki w rzędach poziomych i z punktu widzenia obserwatora, jednak zmieniła to na rzędy pionowe i punkt widzenia nadawcy na prośbę głuchych użytkowników systemu.

### Położenie dłoni
Orientacja dłoni jest zapisywana przez wypełnienie symbolu dłoni. Pusty obrys (biała dłoń) oznacza, że widzimy wnętrze dłoni, natomiast wypełniony symbol (czarny, niebieski) oznacza, że widzimy zewnętrzną część dłoni. Symbol wypełniony w połowie oznacza dłoń widoczną z boku.
Jeśli użyty jest symbol bez przerwy, ręka jest umieszczona na pionowej płaszczyźnie na wprost nadawcy, tak jak w alfabecie palcowym. Biały pasek przez symbol dłoni oznacza, że ręka leży w płaszczyźnie poziomej. Jeśli użyty jest jeden z podstawowych symboli dłoni, takich jak prosty kwadrat lub koło, pasek dzieli go na dwie części; jeśli natomiast od tego symbolu odchodzą kreski oznaczające pozycję palców, pasek oddziela je od głównej części.

### Układ dłoni

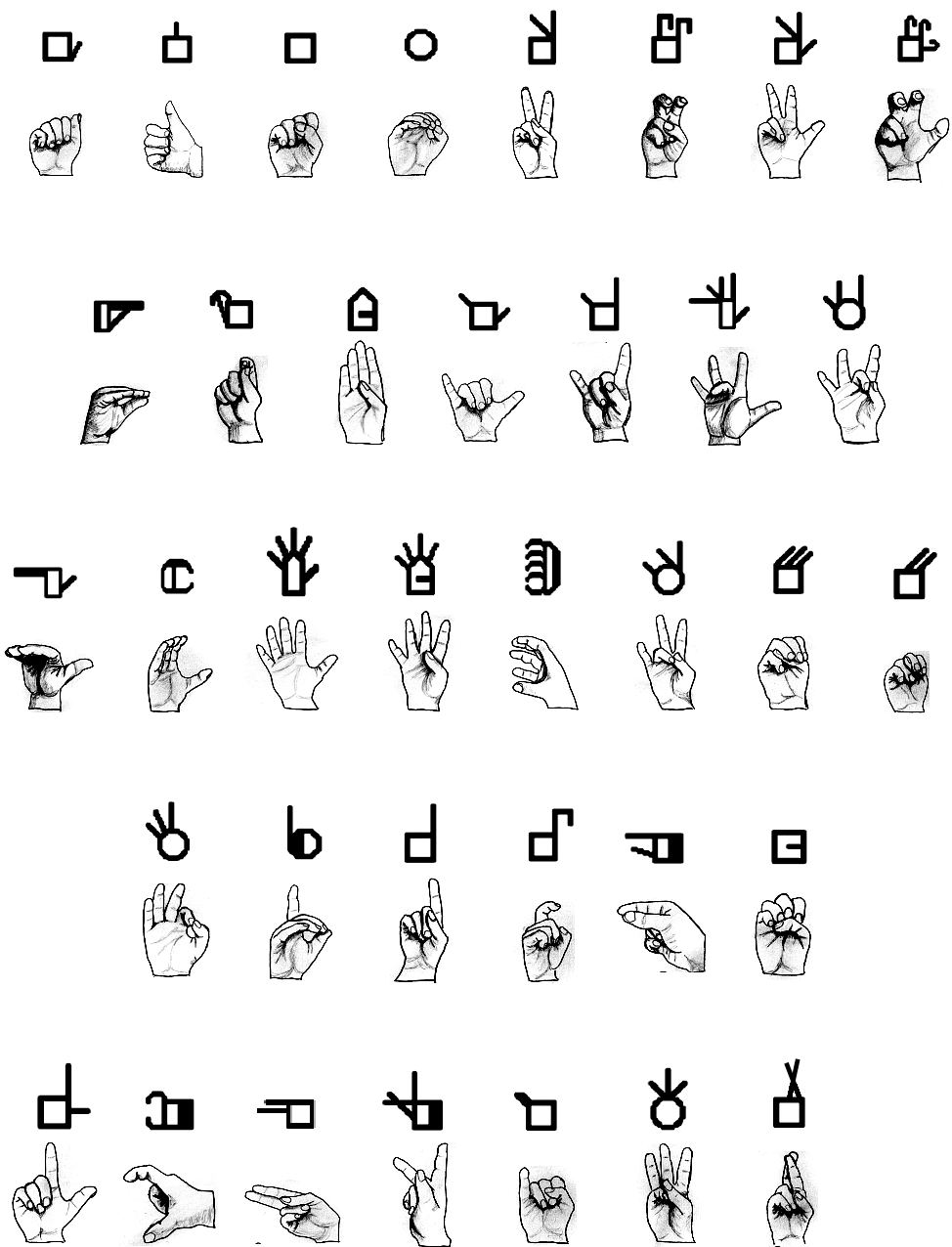
Układy dłoni i ich odpowiedniki w SignWriting

Istnieje ponad sto symboli dla oddania możliwych układów dłoni, ale większość bazuje na pięciu podstawowych elementach:
- Kwadrat reprezentuje zamkniętą pięść z kostkami palców zgiętymi pod kątem 90°, tak że palce dotykają dłoni, a kciuk jest przyciśnięty do niej. Bez modyfikacji reprezentuje on literę A z polskiej wersji alfabetu palcowego, albo S z amerykańskiego. Z kwadratu mogą wychodzić linie oznaczające pozycję palców, jeśli jest inna niż opisana powyżej. Olbrzymia większość znaków PJM wykorzystuje wyłącznie ten symbol układu dłoni.
- Koło reprezentuje „otwartą pięść”, pozycję dłoni, w której mięśnie sterujące palcami są rozluźnione i palce dotykają się czubkami. Analogicznie linie wychodzące z koła pokazują, które palce są wyprostowane i nie dotykają kciuka.
- Pięciokąt (trójkąt na kwadracie) reprezentuje płaską dłoń, w której wszystkie palce są wyprostowane i dotykają się wzajemnie. Jest to identyczne z literą B z polskiego alfabetu palcowego.
- Kształt zbliżony do „C” reprezentuje dłoń, w której kciuk i cztery palce są zakrzywione, ale nie aż tak, aby się zetknąć. Jest to używane w amerykańskim języku migowym do przedstawienia jego wersji litery C (polska jest inna).
- Kształt zbliżony do grubego L oznacza, że cztery palce są ułożone płasko (proste i dotykające się), ale zgięte pod kątem 90° w stosunku do płaszczyzny dłoni. Kształt ten wymaga określenia pozycji kciuka, np. w bok albo dotykając końców palców, jak w literze E z polskiego alfabetu palcowego.

Linia w połowie w poprzek kwadratu lub pięciokąta oznacza kciuk zagięty pod dłonią.